# Velezha
Velezha (albanisch auch Velezhë, serbisch Вележа Veleža) ist eine Ortschaft in der Gemeinde Prizren im Kosovo.

## Geographie
Velezha liegt etwa fünf Kilometer nördlich der Stadt Prizren. Unweit des Dorfes befindet sich die Autostrada R 7. Benachbarte Ortschaften sind nördlich Smaç und Novaka, östlich Shpenadia, südwestlich Trepetnica sowie westlich Sërbica e Epërme.

## Geschichte
Nach der Eroberung des Kosovo durch das Königreich Serbien während des Ersten Balkankrieges 1912 richtete die serbische Regierung eine Militärverwaltung vor Ort ein, wobei Velezha Teil der neu geschaffenen Gemeinde Novak (heute Novaka) wurde.

## Bevölkerung

### Ethnien

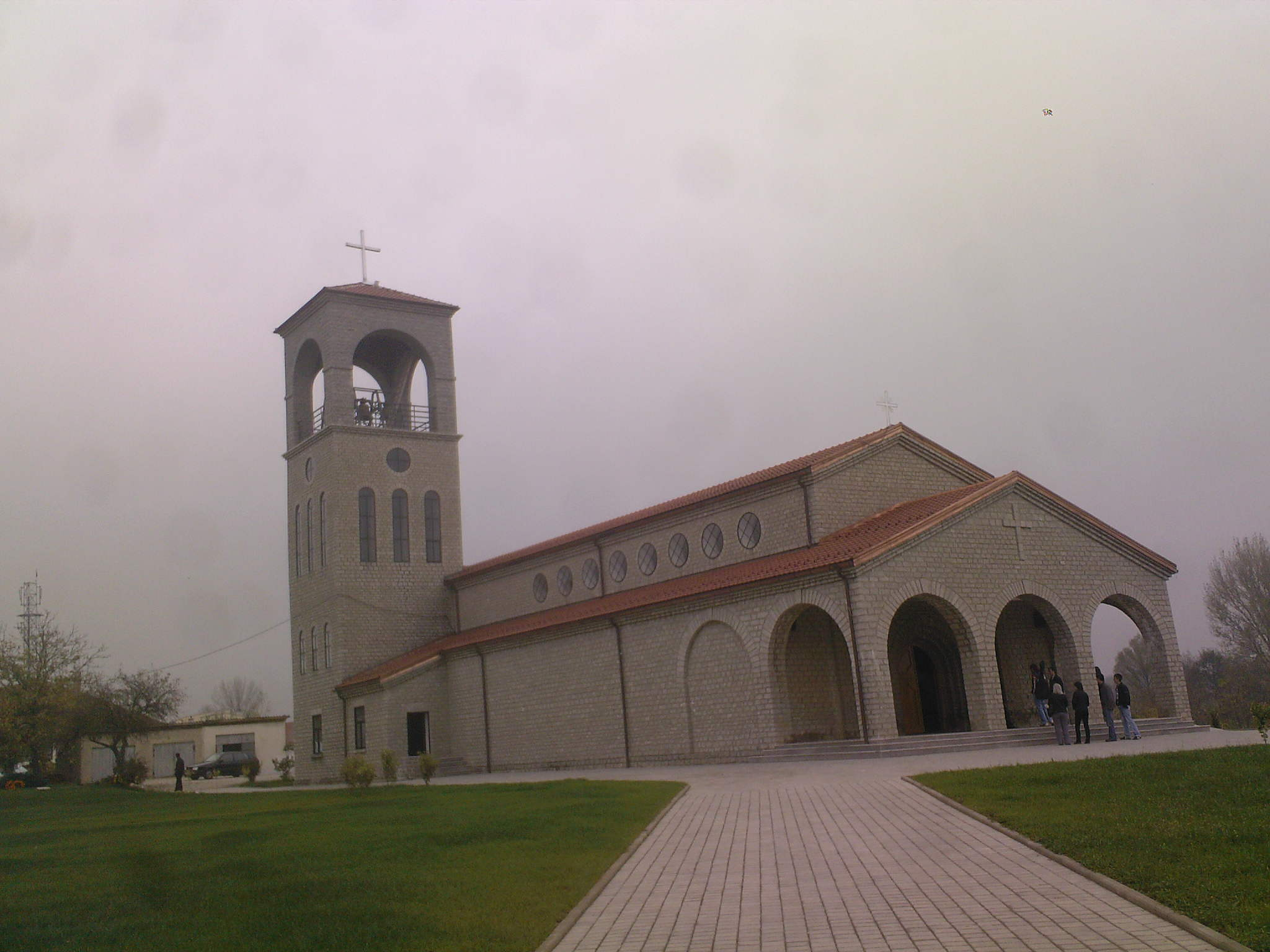
Kirche des Hl. Nikolaus (Kisha e Shën Nikollit) in Velezha

Die Volkszählung von 2011 ermittelte in Velezha 460 Einwohner, von denen sich alle (100 %) als Albaner bezeichneten.
| Zensus    | 1919 | 1948 | 1953 | 1961 | 1971 | 1981 | 1991 | 2011 |
| --------- | ---- | ---- | ---- | ---- | ---- | ---- | ---- | ---- |
| Einwohner | 128  | 197  | 354  | 439  | 597  | 763  | 865  | 460  |

### Religion
453 (98,48 %) sind Katholiken, 7 (1,52 %) dagegen Muslime.

## Persönlichkeiten
- Rrok Gjonlleshaj (* 1961), römisch-katholischer Bischof